# Phạm Duy Khiêm
Pour les articles homonymes, voir Pham et Khiêm.
Dans ce nom vietnamien, le nom de famille, Phạm, précède le nom personnel.
Phạm Duy Khiêm (Hanoi, 24 avril 1908 – Montreuil-le-Henri, Sarthe, 2 décembre 1974) est un écrivain vietnamien et ambassadeur de la République du Viêt Nam en France. Il est le fils de l'écrivain Phạm Duy Tốn, et frère du compositeur Phạm Duy.

## Jeunesse au Vietnam
Son père Phạm Duy Tốn décède à 43 ans de la tuberculose, laissant de nombreuses dettes. À quinze ans, il entre au lycée Albert-Sarraut à Hanoï duquel il ressort avec le baccalauréat classique, qu’il est le premier Vietnamien à passer.

## Arrivée en France
À Paris, il entre au lycée Louis-le-Grand en 1929 où il se lie d’amitié avec Léopold Sédar Senghor et Georges Pompidou,,.  Il les suivra à l'Ecole Normale supérieure. Il remporte le prix Louis-Barthou de l'Académie française pour son roman autobiographique Nam et Sylvie publié en 1942 sous le pseudonyme de Nam Kim, le prix de la langue-française de la même académie en 1959, puis le Prix Littéraire d'Indochine en 1943 pour Légendes des terres sereines. Il obtient son doctorat à l'Université de Toulouse en 1957.

## Carrière d'ambassadeur
Phạm Duy Khiêm devient brièvement ambassadeur en France du gouvernement Ngô Đình Diệm (1954-1957), mais refuse une deuxième nomination comme ambassadeur à l'UNESCO en raison de son incapacité à soutenir les politiques de Diem.

## Décès
Tombé dans une profonde dépression, il se mure dans une rigidité confucéenne et sa fierté l'empêche de demander de l'aide à sa famille et ses amis. Il se suicide le 2 décembre 1974 à son domicile de Montreuil-le-Henri, Sarthe.